# 上奧西卡鄉
44°15′N 24°19′E / 44.250°N 24.317°E
上奧西卡鄉（羅馬尼亞語：Comuna Osica de Sus, Olt），是羅馬尼亞的鄉份，位於該國南部，由奧爾特縣負責管轄，面積49平方公里，海拔高度89米，2007年人口5,220，人口密度每平方公里106人。